# Aflenz
Aflenz osztrák mezőváros Stájerország Bruck-mürzzuschlagi járásában. 2017 januárjában 2427 lakosa volt.

## Elhelyezkedése

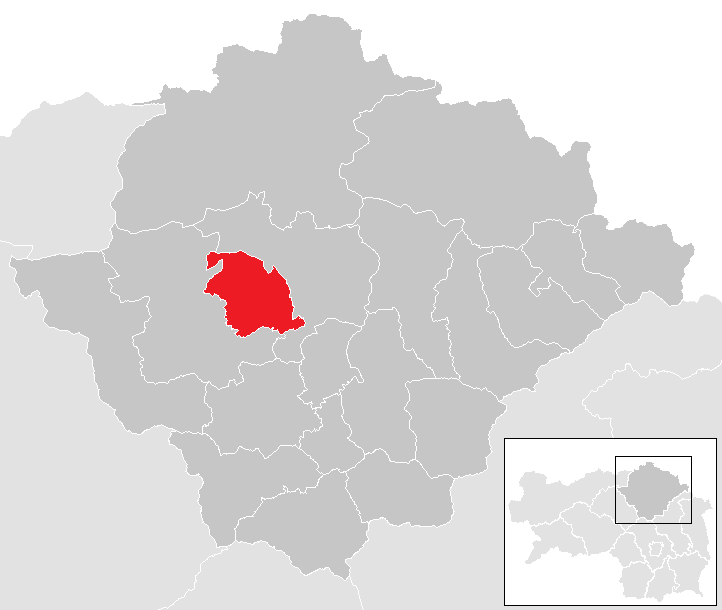
Aflenz a Bruck-mürzzuschlagi járásban

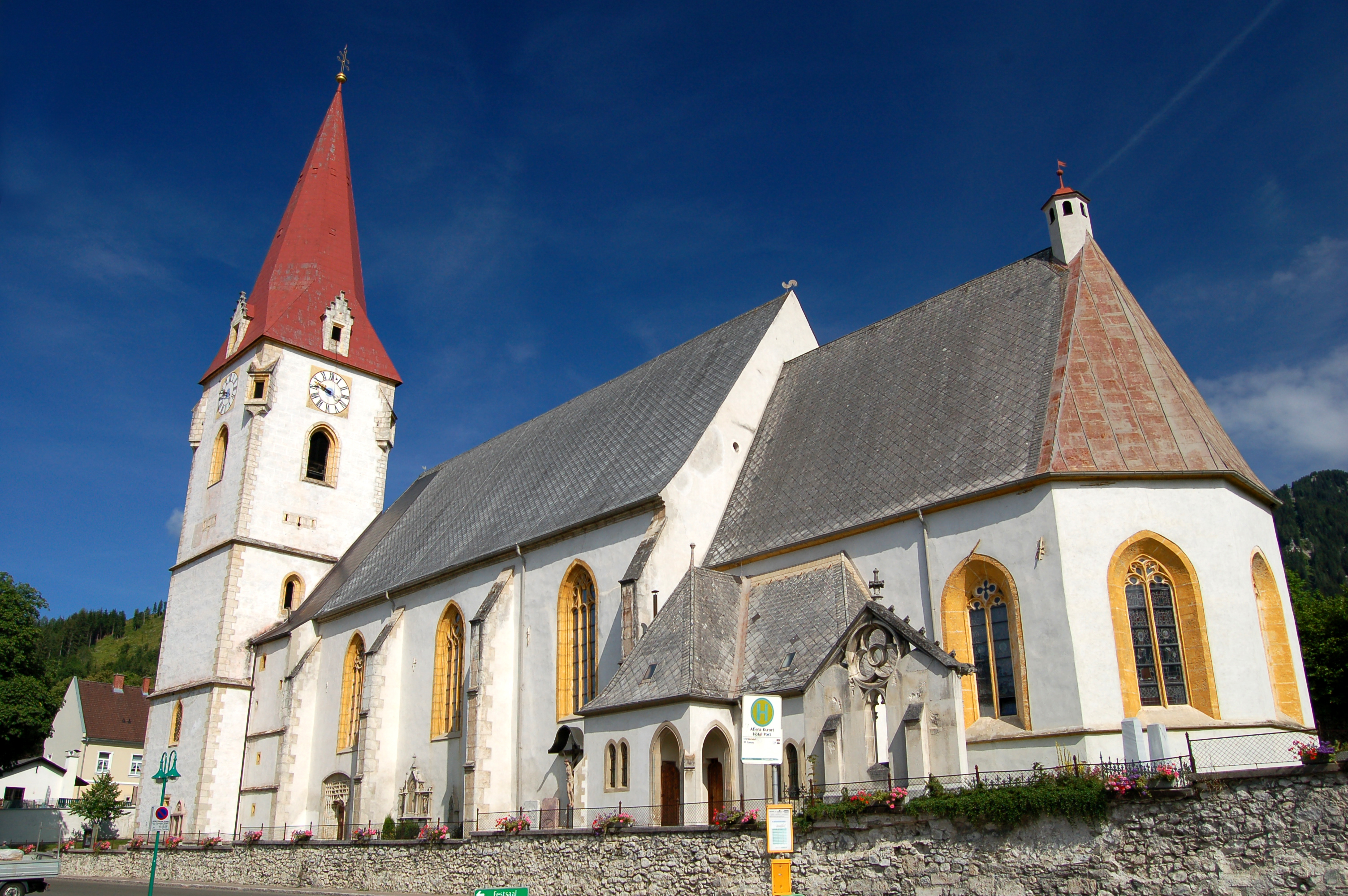
A Szt. Péter-plébániatemplom

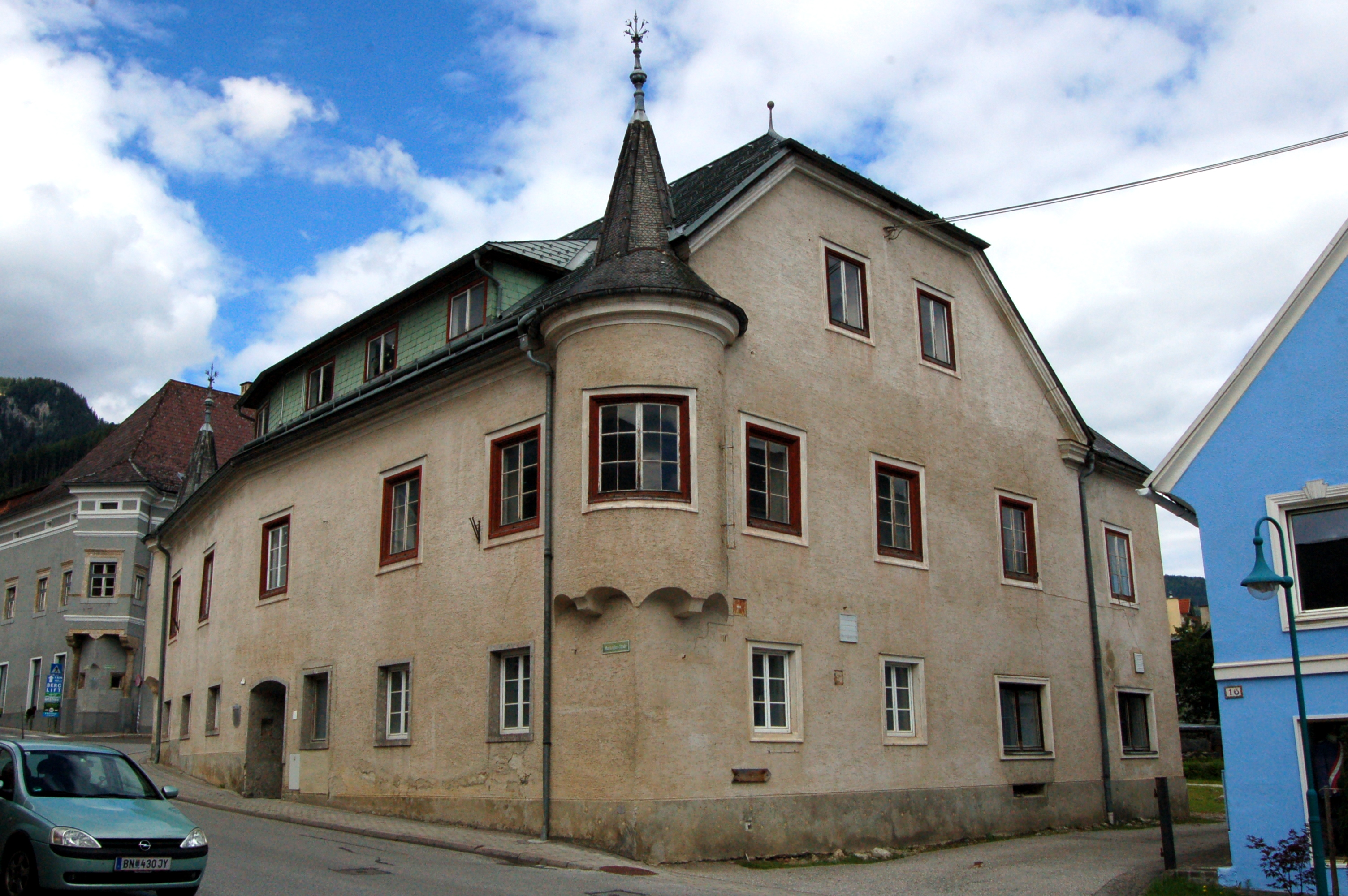
A Topplerhaus

Aflenz Felső-Stájerország keleti részén fekszik, a Hochschwab-hegység délkeleti lábainál, a Seetal völgyében. Az önkormányzat 6 települést egyesít: Aflenz Kurort (1017 lakos), Döllach (110), Dörflach (198), Graßnitz (458), Jauring (504), Tutschach (140).
A környező önkormányzatok: keletre Turnau, nyugatra Thörl. 

## Története
Az önkormányzat a mai formájában a 2015-ös stájerországi közigazgatási reform során jött létre Aflenz Kurort mezőváros és Aflenz Land község egyesítésével.
Aflenzet (Avelniz) először egy 1025-ös bambergi oklevél említi, amelyben II. Konrád király Aflenzet és Mariazellt Adalbero von Eppenstein karintiai herceg feleségének, Beatrixnak adományozta. Az Eppensteinek 1103-ban megalapították "házi kolostorukat" Skt. Lambrechtben, amely megkapta az aflenzi földbirtokot. Az apátság egészen 1848-ig volt a település gazdája.
Aflenz 1458-ban mezővárosi jogokat kapott III. Frigyes császártól. A környező régióval együtt 1564-ig Belső-Ausztriához, 1804-től az Osztrák Császársághoz, 1918-tól az Osztrák Köztársasághoz tartozott. 1920-ban hivatalosan is gyógyüdülőhellyé nyilvánították. Miután Ausztria 1938-ban csatlakozott a Német Birodalomhoz, Aflenz a Stájerországi reichsgau része volt; a második világháború után pedig a brit megszállási zónához tartozott.

## Lakosság
Az aflenzi önkormányzat területén 2017 januárjában 2427 fő élt. A lakosságszám 1991-ben érte el csúcspontját 2700 fővel, azóta csökkenő tendenciát mutat. 2015-ben a helybeliek 94,3%-a volt osztrák állampolgár; a külföldiek közül 1,7% a régi (2004 előtti), 1,3% az új EU-tagállamokból érkezett. 0,6% a volt Jugoszlávia (Szlovénia és Horvátország nélkül) vagy Törökország, 2,1% egyéb országok polgára. 2001-ben Aflenz Kurortban a lakosok 81,1%-a római katolikusnak, 6,2% evangélikusnak, 11,5% pedig felekezet nélkülinek vallotta magát. Ugyanekkor egy magyar élt a mezővárosban.

## Látnivalók
- a gótikus Szt. Péter-plébániatemplom
- az 1517-ben épült késő gótikus, csontház
- Jauring kálváriakápolnája
- a 17. századi, 1828-ban biedermeier stílusban átalakított katonaorvosok háza
- a Topplerhaus fogadó műemlék épülete
- a 16. századi sörfőzde

## Fordítás
- Ez a szócikk részben vagy egészben  az   Aflenz című német Wikipédia-szócikk ezen változatának fordításán alapul.  Az eredeti cikk szerkesztőit annak laptörténete sorolja fel. Ez a jelzés csupán a megfogalmazás eredetét és a szerzői jogokat jelzi, nem szolgál a cikkben szereplő információk forrásmegjelöléseként.